# Distretto di Sjanno
Il distretto di Sjanno (in bielorusso Сенненскі раён?) è un distretto (raën) della Bielorussia appartenente alla regione di Vicebsk.